# Краснобаев, Нил Иванович
Нил Иванович Краснобаев (24 сентября 1910, Евлашево, Саратовская губерния — 2004, Москва) — советский хозяйственный и государственный деятель, начальник Западного округа железных дорог (1946—1951), заместитель министра путей сообщения СССР, начальник Прибалтийской (Балтийской) железной дороги (1953—1977) и инициатор её электрификации. Депутат Верховного Совета СССР с 4-го до 8-го созыва (1954—1974). Депутат Верховного Совета Латвийской ССР 9-го созыва. Кандидат технических наук, изобретатель, заслуженный деятель науки и техники Латвии.

## Биография
Нил Иванович Краснобаев родился 24 сентября 1910 года на станции Евлашево Сызрано-Вяземской железной дороги в семье железнодорожника-движенца. Учился в железнодорожной школе, в возрасте 15 лет поступил в Пензенский техникум путей сообщения. По окончании его направили слесарем в паровозное депо станции Баку Закавказской железной дороги, где он за два года дорос до мастера по ремонту паровозов. Проявил себя как изобретатель и рационализатор, через год был назначен начальником рационализаторского бюро в составе бюро, и вскоре направлен учиться в Военно-транспортную академию РККА (1932—1937 гг.). Вступил в ВКП (б) в 1937 году.
После окончания академии как инженер-тяговик был направлен на Белорусскую железную дорогу и в возрасте 27 лет стал заместителем её начальника, а через три года, в октябре 1940-го — начальником. Менее чем за год он решил задачу реконструкции колеи и всего хозяйства в западных областях Белоруссии, присоединённых к СССР после раздела Польши согласно Секретному протоколу к Пакту Молотова — Риббентропа. За это 30-летнего путейца наградили первым знаком «Почётный железнодорожник».

### Годы Великой Отечественной войны
В первые дни войны из Белоруссии пришлось срочно эвакуировать людей, ценности, оборудование заводов в тыл. В критический момент Краснобаев приказал пустить поезда из Гомеля «след в след», как трамваи. Таким образом менее чем за три месяца из прифронтовых районов было вывезено оборудование более 100 промышленных предприятий.
Затем Краснобаеву как уполномоченному Наркомата путей сообщения по Брянскому фронту было поручено обеспечение воинских перевозок. При штабе фронта он находился до февраля 1942 года. Затем почти год работал в Москве, возглавляя созданное в то время топливно-энергетическое управление паровозного хозяйства НКПС.
С ноября 1943 года он становится начальником фронтовой Белорусской дороги в воинском звании генерала. Он создаёт Управления строительно-восстановительных работ (УСВР), занимавшиеся на территории, освобождённой от врага, восстановлением железной дороги, депо, вокзалов, путевого хозяйства, электроснабжения, сигнализации и связи.
Белорусская дорога взяла на себя огромный труд по переброске войск, обеспечивший успех наступательной операции «Багратион» (23 июня — 29 августа 1944 года), в ходе которой была освобождена вся Белоруссия и часть Польши. За отличное выполнение заданий советского командования 33-летний Краснобаев был удостоен первого ордена Ленина и второго знака «Почётный железнодорожник».

### Во главе Прибалтийской железной дороги
В 1946 году Нил Иванович возглавил Западный округ железных дорог, в состав которого входили Белорусская, Брест-Литовская, Белостокская, Западная и Литовская дороги.
Он был инициатором проекта перевода железных дорог на тепловозную и электрическую тягу, электрификации пригородного железнодорожного сообщения возле Таллина, Риги, Вильнюса и Калининграда.
После реорганизации управления железными дорогами СССР в 1953 году Нилу Ивановичу предложили возглавить Балтийскую (затем Прибалтийскую) железную дорогу, включавшую территории Эстонии, Латвии, Литвы и Калининградской области. Под его руководством были реализованы крупнейшие инфраструктурные проекты в развитии железнодорожной сети в Прибалтике.
С именем Краснобаева связана широкая реализация жилищной программы Прибалтийской железной дороги. Также при нём был реконструирован центральный вокзал в Риге, построены ведомственная железнодорожная больница и стадион «Локомотив».
В 1977 году Краснобаев ушёл в науку. В 1978 возглавил вновь организованную в Рижском филиале Ленинградского института инженеров железнодорожного транспорта научно-исследовательскую лабораторию технической диагностики электропоездов и руководил ею до 1987 года. Затем переехал в Москву, несколько лет активно работал в Центральном совете ветеранов войны и труда железнодорожного транспорта России.

## Изобретения и новаторство
В Западном округе МПС СССР Краснобаев впервые в истории железных дорог СССР ввёл дизельную тягу: автомотрисы, дизель-поезда, в том числе и на базе трофейных транспортных средств: часть немецких дизель-поездов в счёт репараций были переданы Советскому Союзу. Краснобаев забирал их даже с Закавказской железной дороги и гнал оттуда в Литву, где создал первое в Союзе депо по обслуживанию дизель-поездов.
В послевоенной Латвии паровозы занимали 98 процентов от всего железнодорожного парка (для сравнения: КПД паровозного двигателя — 8 процентов, тепловозного — 30, электровоза — 40). После паровозов условия труда на дизельном локомотиве были очень комфортными, а сами локомотивы требовали намного меньше трудозатрат и персонала.

Один из 10 контактно-аккумуляторных электровозов ВЛ26, построенных на Днепропетровском ЭСЗ по проекту ОПКБ Прибалтийской ж.д. под руководством Краснобаева. Фото из музея истории Латвийской ж.д.

На многочисленных малодеятельных участках впервые в мировой практике Краснобаев предложил использовать электропоезда, оборудованные мощными аккумуляторными батареями, чтобы они могли следовать на них за пределы электрифицированных участков. Исследования проводились на базе депо Засулаукс. В 1961 году готовый контактно-аккумуляторный поезд экспонировался на ВДНХ СССР. Первый пуск состоялся в Елгаву, причём результат был достигнут за рекордный срок — три года. По такой схеме были переоборудованы несколько электропоездов Рижского узла, которые использовались до начала 1980-х. Например, до Тукумса они ехали под напряжением, из Тукумса до Елгавы — без контактного провода, переходя на свои аккумуляторы.
Затем Н. И. Краснобаев и позднее занявший его пост И. Макаренко предложили оборудовать батареями уже имеющиеся поезда, преимуществом которых в итоге стали повышенные экологичность и экономичность. По проектам Краснобаева и Макаренко «вышли в свет» и транспортные средства для грузоперевозок, работавшие в Латвии вплоть до 1992 года.
По инициативе Краснобаева на Рижском вагоностроительном заводе в конце 1960-х годов начали строить дизель-поезда, которые нашли широкое применение на неэлектрифицированных направлениях. За участие в создании дизель-поездов Н. И. Краснобаеву с группой соавторов была присуждена Государственная премия Латвийской ССР (1972 г.).
Закладывая основы создания современных электропоездов, широкого внедрения полупроводниковой техники и электроники, коллектив отраслевой научно-исследовательской лаборатории технической диагностики электропоездов Рижского филиала ЛИИЖТа разработал 15 приборов для диагностики тиристоров и электронной аппаратуры электропоездов ЭР2И, ЭР12, ЭР29, ЭР31 и вагонов метро серии 81-717. Приборы были внедрены на Прибалтийской, Октябрьской, Горьковской и Юго-Западной железных дорогах, Ленинградском метрополитене, Рижском электромашиностроительном заводе и железных дорогах Югославии.
На основе собственных исследований сотрудники лаборатории защитили четыре кандидатские диссертации. Нил Иванович Краснобаев выпустил книгу по теме «Контактно-аккумуляторная тяга на железнодорожном транспорте», стал автором нескольких патентов на изобретения, был удостоен почётного звания «Заслуженный деятель науки и техники Латвии».

### Патенты
1. Устройство для управления электродвигателем постоянного тока последовательного возбуждения. УДК 621.316.718.5 (088.8). Авторы изобретения Э. И. Бегагоин, Я. Я. Берзиньш, Н. И. Краснобаев, В. И. Пинский и И. Б. Шредер. Опубликовано 25.02.75.
2. Силовая схема турбоаккумуляторного поезда. УДК 621.335.4-835. Авторы изобретения И. П. Исаев, Н. И. Краснобаев, П. Р. Селенов, А. И. Гольдштейн, Ю. М, Иньков, В. П. Пацановский, A. Г. Титов, В. П. Феоктистов, И. Б. Шредер и О. Г. Чаусов. Опубликовано 25.07.76.
3. Устройство для рекуперативного торможения тягового двигателя постоянного тока. УДК621.313.2. Авторы изобретения Е. А. Антонов. В. А, Беляков, Н. И. Краснобаев, В. И. Пинский и И. Б. Шредер. Опубликовано 25.08.77.
4. Способ регулирования выходного напряжения двухфазного импульсного преобразователя постоянного тока. Авторы изобретения В. И. Пинский, Л. В. Бирзниекс, Я. А. Валейнис, Н. И. Краснобаев, И. Б. Шредер и Я. Я. Берзиньш. Опубликовано 15.05.79.
5. Устройство для импульсного регулирования тягового электродвигателя постоянного тока. УДК 621.316.718.5077.65-83 (088.8). Авторы изобретения Л. Ю. Вейцман, H. И. Краснобаев, В. И. Пинский и И. В. Шредер. Опубликовано 30.04.80[3].

## Награды и звания
- Три ордена Ленина
- Два ордена Отечественной войны 1-й степени
- Орден Красной Звезды
- Государственная премия Латвийской ССР (1972)
- Заслуженный деятель науки и техники Латвийской ССР
- Почётный железнодорожник
- Почётный железнодорожник Польши